# Wesson
Wesson es un pueblo del Condado de Copiah, Misisipi, Estados Unidos. Según el censo de 2000 tenía una población de 1.693 habitantes y una densidad de población de 284,2 hab/km².

## Historia
La ciudad nació en 1864 durante la guerra de Secesión gracias a la actuación del coronel James Medison Wesson. Tras haber perdido sus negocios en Bankston, se dirigió a la nueva localización y erigió los primeros edificios entre ellos una fábrica de algodón. Por ser él el fundador de la ciudad ésta tomó su nombre: Wesson. Aunque posteriormente James vende las fábricas a otras personas, la fábrica gana prestigio por la calidad del algodón y porque en ella se van introduciendo las nuevas tecnologías como la bombilla de Thomas Edison. Este proceso de prosperidad decae tras la muerte de su propietario el capitán Oliver en 1891, desapareciendo la floreciente industria con la Primera Guerra Mundial.
Wesson se distingue por la educación que florece casi desde sus inicios. La primera escuela pública de Wesson se erige en 1875. En 1915 se crea la Copiah-Lincoln Agricultural High School en Wesson y desde ese momento hasta nuestros días, la ciudad va ganando en prestigio en el campo educativo.

## Demografía
Según el censo de 2000, había 1.693 personas, 430 hogares y 319 familias residiendo en la localidad. La densidad de población era de 284,2 hab./km². Había 471 viviendas con una densidad media de 79,1 viviendas/km². El 77,73% de los habitantes eran blancos, el 19,73% afroamericanos, el 0,06% amerindios, el 0,24% asiáticos, el 0,06% isleños del Pacífico, el 1,36% de otras razas y el 0,83% pertenecía a dos o más razas. El 1,83% de la población eran hispanos o latinos de cualquier raza.
Según el censo, de los 430 hogares en el 36,7% había menores de 18 años, el 56,7% pertenecía a parejas casadas, el 14,2% tenía a una mujer como cabeza de familia y el 25,6% no eran familias. El 23,0% de los hogares estaba compuesto por un único individuo y el 8,4% pertenecía a alguien mayor de 65 años viviendo solo. El tamaño promedio de los hogares era de 2,68 personas y el de las familias de 3,14.
La población estaba distribuida en un 19,6% de habitantes menores de 18 años, un 36,1% entre 18 y 24 años, un 21,3% de 25 a 44, un 15,4% de 45 a 64 y un 7,6% de 65 años o mayores. La media de edad era 21 años. Por cada 100 mujeres había 94,6 hombres. Por cada 100 mujeres de 18 años o más, había 94,6 hombres.
Los ingresos medios por hogar en la localidad eran de 33.021 dólares ($) y los ingresos medios por familia eran 41.731 $. Los hombres tenían unos ingresos medios de 34.375 $ frente a los 19.732 $ para las mujeres. La renta per cápita para la ciudad era de 11.432 $. El 15,1% de la población y el 9,7% de las familias estaban por debajo del umbral de pobreza. El 18,7% de los menores de 18 años y el 15,0% de los habitantes de 65 años o más vivían por debajo del umbral de pobreza.

## Geografía
Según la Oficina del Censo de los Estados Unidos, la localidad tiene un área total de 6,0 km², todos ellos correspondientes a tierra firme.

## Enlaces
- http://www.wessonms.org/

- Datos: Q2301147
- Multimedia: Wesson, Mississippi / Q2301147